# Apeadeiro de Fungalvaz
O Apeadeiro de Fungalvaz é uma infra-estrutura da Linha do Norte, que serve a localidade de Fungalvaz, no Município de Torres Novas, em Portugal. Foi inaugurada em 23 de Maio de 1955.

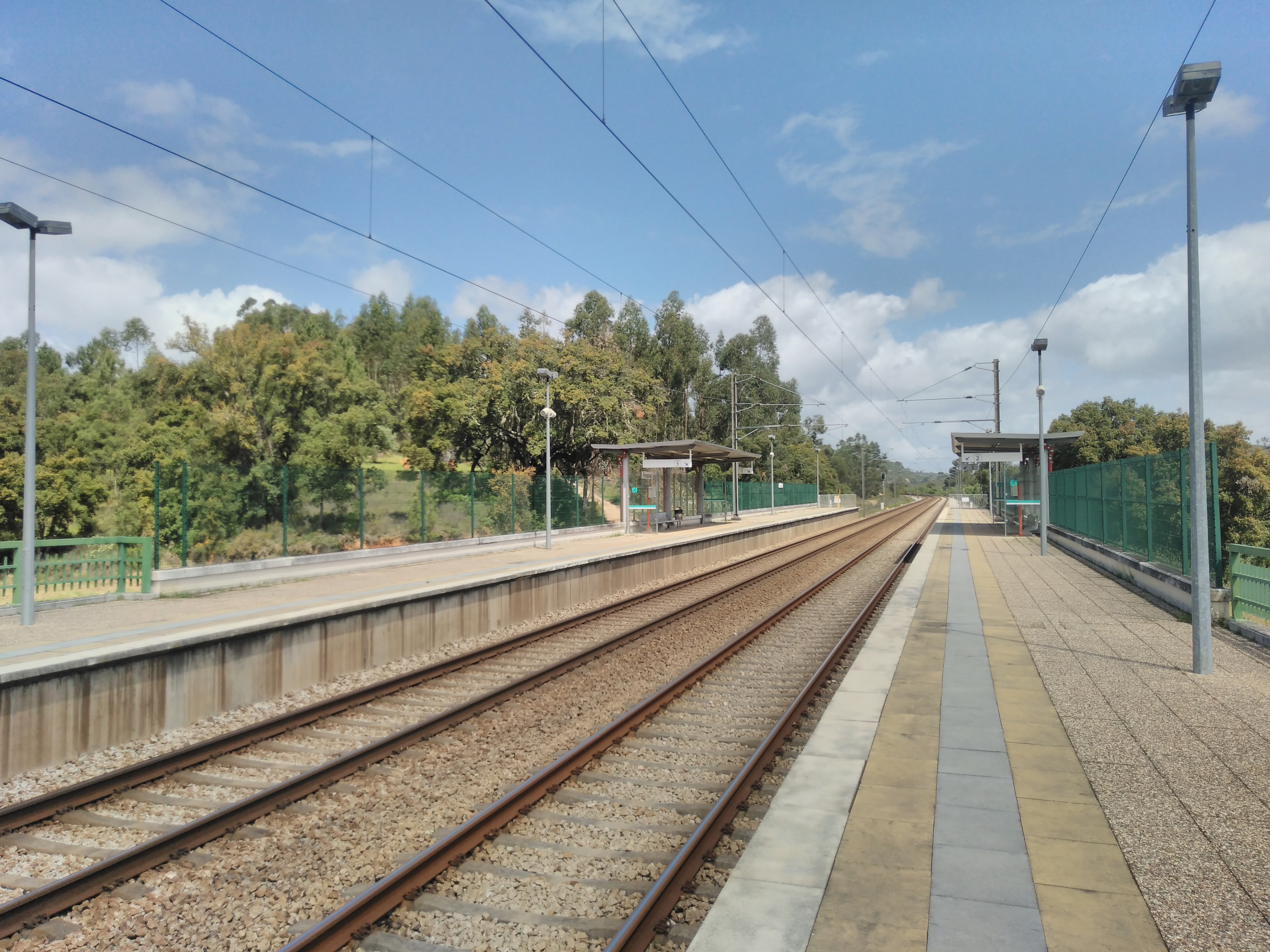
Vista geral, em 2019.

## Descrição

### Localização e acessos
Este apeadeiro situa-se na freguesia de Assentiz do concelho de Torres Novas, junto à localidade nominal, no limite nordeste da sua malha urbana, podendo ser acedido pela Rua dos Vales; dista menos de um quilómetro da paragem de autocarro situada no centro da povoação (Baril), mormente via Rua do Apeadeiro; a linha de demarcação entre os concelhos de Tomar e Torres Novas situa-se muito próxima do local do apeadeiro, imediatamente a nascente da via.

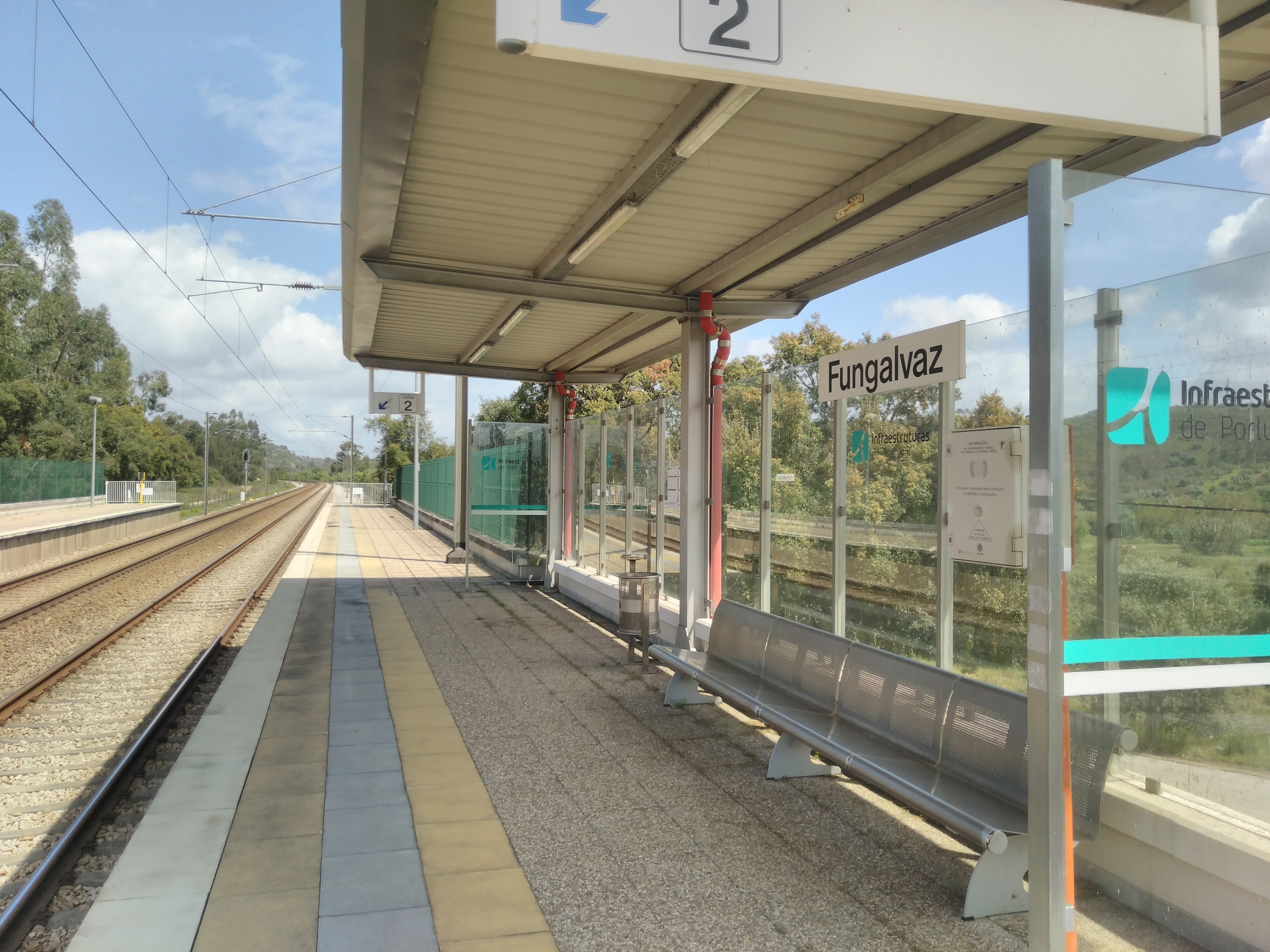
Abrigo do apeadeiro de Fungalvaz, em 2019.

### Infraestrutura
Como apeadeiro numa linha de via dupla, esta interface apresenta-se nas duas vias de circulação (I e II) cada uma acessível por plataforma — ambas com 145 m de comprimento e com alturas de 93 e 91 cm, respetivamente.

Nominalmente associada a este apeadeiro, mas mais próxima de Paialvo, existe a dependência de Fungalvaz-Resguardo (ou Fungalvaz Resguardo), que conta com três vias de circulação, identificadas como I, II e III, tendo a primeira 849 m de extensão e as restantes 710 m.

### Serviços
Em dados de 2023, esta interface é servida por comboios de passageiros da C.P. de tipo suburbano, tipicamente com onze circulações diárias em cada sentido, entre Coimbra e Entroncamento, e de tipo regional.

## História
Este apeadeiro insere-se no lanço entre Entroncamento e Soure da Linha do Norte, que abriu à exploração em 22 de Maio de 1864.

Esta interface entrou ao serviço no dia 23 de Maio de 1955, com a categoria de apeadeiro; o primeiro comboio a parar ali foi o rápido da manhã, tendo desembarcado o chefe da Quarta Circunscrição da Companhia dos Caminhos de Ferro Portugueses, Daniel Cohen, e o presidente da Câmara Municipal de Torres Novas, Alves Vieira. Foram recebidos na gare por uma multidão, e por representantes das Juntas de Freguesia de Assentiz e Beselga.
|  | - Comboios de Portugal - Infraestruturas de Portugal - Transporte ferroviário em Portugal - História do transporte ferroviário em Portugal |